# 미나미조촌 (나가노현)
미나미조촌(일본어: 南条村)은 일본 나가노현 하니시나군에 설치되었던 촌이다. 현재의 사카키정에 해당한다.

## 역사
- 1889년 4월 1일 - 정촌제 시행에 의해 미나미조촌이 단독으로 자치체를 형성하였다.
- 1955년 4월 1일 - 사사키정 미나미조촌과 합병해, 새로운 사사키정이 성립하여, 동일 미나미조촌은 폐지되었다.

## 교통

### 철도
- 일본국유철도
  - 신에쓰 본선 (통과는 하지만 역은 설치되지 않았다)

### 도로
- 국도 제18호선

## 참고문헌
- 角川日本地名大辞典 20 長野県